# Dendrobium latifrons
Dendrobium latifrons är en orkidéart som beskrevs av Johannes Jacobus Smith. Dendrobium latifrons ingår i släktet Dendrobium, och familjen orkidéer. Inga underarter finns listade i Catalogue of Life.